# Mário Nunes
Mário Nunes, igualmente conhecido pelo nome de combate Kendal Qahraman (Portalegre, 23 de Janeiro de 1994 - Curdistão sírio, 3 de Maio de 2016), foi um militar português, que se destacou como voluntário das Unidades de Proteção Popular durante a Guerra Civil Síria.

## Biografia

### Nascimento
Nasceu em 23 de Janeiro de 1994, na cidade de Portalegre, mas passou grande parte da sua infância em Sagres, no Algarve, após o divórcio dos pais.

### Carreira militar
Em Fevereiro de 2015 desertou da Base Aérea 11, perto de Beja, tendo-se alistado na YPG - Unidades de Proteção Popular, uma milícia de origem curda que lutava contra o Estado Islâmico do Iraque e do Levante, durante a Guerra Civil Síria. Segundo o jornalista Nuno Tiago Pinto, que esteve em contacto com Mário Nunes quando este estava na Síria, o combatente estava desapontado com a sua carreira na Força Aérea Portuguesa, e decidiu agir contra o Estado Islâmico. Um dos seus companheiros na Guerra Civil Síria foi o voluntário britânico Macer Gifford, que o classificou como Um herói português. Esteve na Síria pela primeira vez em 2015, onde combateu como um soldado de infantaria numa unidade curda, em conjunto com outros voluntários ocidentais. Participou em vários assaltos a povoações, e na importante batalha pela posse das montanhas Abd Al-Aziz. Com efeito, segundo Nuno Tiago Pinto, os soldados na Síria apenas passam cerca de 10% do seu tempo em combate, gerando frustração nos voluntários estrangeiros, que tinham ido para aquele país para lutar.
Em Janeiro de 2016, Mário Nunes voltou à Síria, tendo sido colocado como operador de metralhadora pesada. Nesse ano, combateu em várias batalhas, incluindo a de Al-Shaddadi, uma das mais importantes ofensivas contra o Estado Islâmico. No entanto, pouco tempo depois a situação acalmou, e Mário Nunes, que tinha regressado com grande entusiasmo, voltou a ficar deprimido. Este estado poderá ter sido agravado pela sua permanência na Unidade 223, uma organização onde o ambiente era muito tenso, com muitas regras e treinos diários.
Foi por diversas vezes coberto pela imprensa, por ser um dos poucos indivíduos de nacionalidade portuguesa a combater de forma voluntária no Médio Oriente. Durante a sua estadia na região, adoptou o nome de guerra de Kendal Qahraman.

### Falecimento
Morreu num acidente de viação em 3 de Maio de 2016, aos 22 anos de idade. Em 28 de Maio, a família foi informada da sua morte, que por sua vez noticiou o governo português três dias depois. Iniciou-se assim um complexo processo diplomático para permitir o regresso dos restos mortais a Portugal, tendo nessa altura o Ministério dos Negócios Estrangeiros informado que seria necessária uma certidão de óbito por parte do governo sírio, que teria de ser autenticada pela embaixada de Portugal em Nicósia, na Ilha de Chipre, que é a representação acreditada pelas autoridades sírias. Este processo foi complicado pelo conflito na Síria, ainda mais porque as forças do governo eram inimigas das Unidades de Proteção Popular. Devido à incapacidade dos membros da família para se deslocarem à Síria, estes teriam de autorizar o reconhecimento do corpo por parte das embaixadas, e quando a certidão estivesse pronta, teria de ser enviada para a embaixada portuguesa em Abu Dhabi, nos Emirados Árabes Unidos, que tinha acreditação pelo governo Iraquiano. Esta embaixada iria então emitir o alvará de transladação, que iria autorizar o transporte de Mário Nunes por via aérea. A autarquia de Portalegre também se mostrou interessada em ajudar no processo de transporte do corpo até Portugal. As negociações terminaram em finais de Junho. Assim, depois de uma cerimónia de homenagem em 29 de Junho, o corpo foi transportado até ao posto fronteiriço de Semelka, na fronteira entre a Síria e o Iraque, onde era esperado pelo cônsul honorário de Portugal em Erbil, tendo depois continuado viagem até Portugal, com escala em Istambul. O transporte até ao aeroporto de Sulaymaniyah foi feito pelas Unidades de Proteção Popular, que se comprometeram a pagar as despesas da viagem. O corpo chegou a Portugal em Julho, tendo as cerimónias fúnebres sido realizadas na Igreja de São Tiago, em Portalegre, e o corpo sido enterrado no cemitério daquela cidade. O funeral foi feito com discrição, não tendo contado com a presença de quaisquer representantes das forças armadas portuguesas, situação que foi criticada por Macer Grifford e Nuno Tiago Pinto. O funeral foi acompanhado por cerca de sessenta a oitenta pessoas, incluindo familiares, antigos companheiros de combate na Síria, e representantes da comunidade curda em Portugal.

## Homenagens
Mário Nunes é o protagonista do livro Heróis contra o terror, lançado em 2016 por Nuno Tiago Pinto, onde coligiu testemunhos de vários voluntários estrangeiros que o conheceram na Síria, e de familiares e amigos do extinto.
Apesar da situação em que faleceu, foi homenageado como um mártir pelos membros das Unidades de Proteção Popular. Após o seu falecimento, foi organizada uma petição na Internet para pedir ao governo a atribuição da Ordem da Liberdade a Mário Nunes.